# Ilja Fres
Ilja Fres (russisk: Илья Абрамович Фрэз) (født 20. august 1909 i Roslavl i det Russiske Kejserrige, død 22. juni 1994 i Moskva i Rusland) var en sovjetisk filminstruktør og manuskriptforfatter.

## Filmografi
- Første klasse (Первоклассница, 1948)[1][2]
- Vasjok Trubatjov i ego tovarisjji (Васёк Трубачёв и его товарищи, 1955)
- Otrjad Trubatjova srazjajetsja (Отряд Трубачёва сражается, 1957)
- Ja vas ljubil... (Я вас любил… 1967)
- Eventyret om den gule kuffert (Приключения жёлтого чемоданчика, 1970)
- Tjudak iz pjatogo B (Чудак из пятого 'Б', 1972)
- Eto my ne prokhodili (Это мы не проходили, 1975)
- Vam i ne snilos (Вам и не снилось, 1981)
- Karantin (Карантин, 1983)
- Litjnoje delo sudji Ivanovoj (Личное дело судьи Ивановой, 1985)